# Martigny-les-Gerbonvaux
Martigny-les-Gerbonvaux är en kommun i departementet Vosges i regionen Grand Est (tidigare regionen Lorraine) i nordöstra Frankrike. Kommunen ligger i kantonen Coussey som tillhör arrondissementet Neufchâteau. År 2022 hade Martigny-les-Gerbonvaux 116 invånare.

## Befolkningsutveckling
Antalet invånare i kommunen Martigny-les-Gerbonvaux
| Referens: INSEE |